# Pont des Vennes

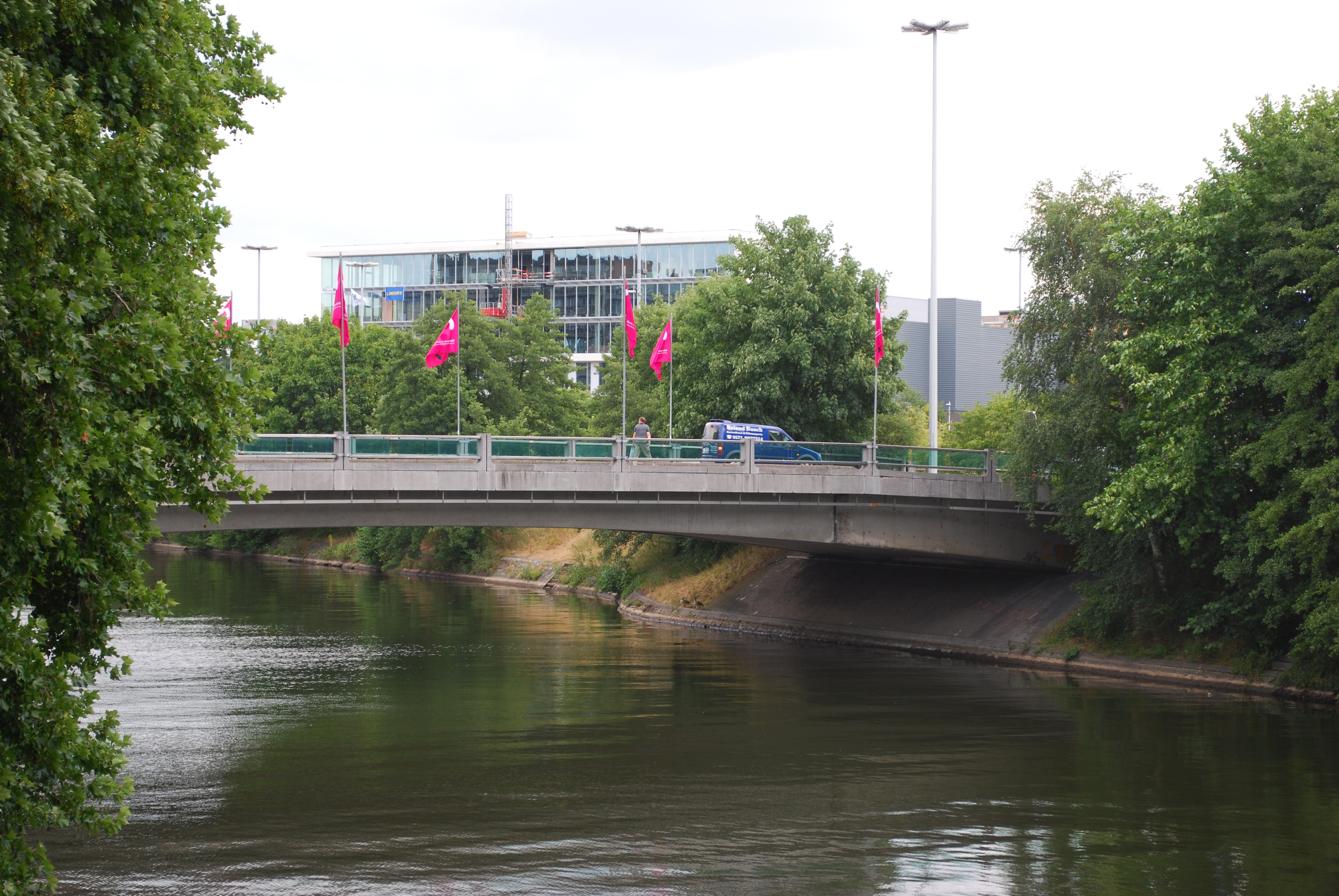
Pont des Vennes

De Pont des Vennes is een brug over het Afwateringskanaal Luik die de wijk Vennes met het Parc de la Boverie verbindt.

## Geschiedenis
Toen in de jaren '50 van de 19e eeuw het Afwateringskanaal werd gegraven, betekende dat tevens een scheiding der wijken. In 1852 kwam er een metalen hangbrug. Deze hinderde niet zozeer het scheepvaartverkeer, maar voertuigen werden maar een voor een toegelaten.
De Wereldtentoonstelling van 1905 bracht hier verandering in. Men voorzag een aanzienlijke toename van het verkeer en daarom werd er in 1903 een nieuwe brug gebouwd. Deze werd in 1976 vervangen door een brug in gewapend beton.